# الناحية المركزية لمقاطعة الفلاحية
ناحية مركز الفلاحية (بالفارسية: بخش مركزي شهرستان شادگان) هي قسم في مقاطعة الفلاحية، التابعة لمحافظة محافظة خوزستان الإيرانية

## السكان
- حسب إحصاءات سنة 2006، بلغ إجمالي السكان في قسم الفلاحية المركزي 85000 نسمة.[2]

## تقسيم إداري إيراني
- خنافره

## وصلات خارجية
- إدارة مقاطعة الفلاحية.